# Olive Borden

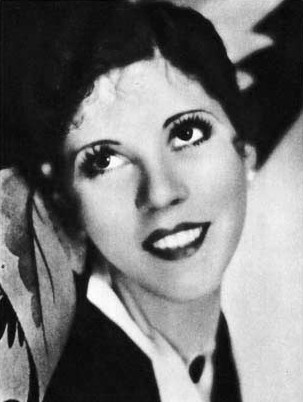
Olive Borden

Olive Borden (* 14. Juli 1906 in Richmond, Virginia; † 1. Oktober 1947 in Los Angeles, Kalifornien) war eine US-amerikanische Schauspielerin in der Stummfilmzeit. Ihr Spitzname lautete The Joy Girl.

## Leben
Borden begann ihre Karriere in Filmen von Mack Sennett, Hal Roach und Paul Bern. 1925 erhielt Borden einen Vertrag bei der Fox Film Corporation, nachdem sie im selben Jahr zu einem der WAMPAS Baby Stars gewählt wurde. Borden wurde zu einer  populären Darstellerin und verdiente wöchentlich 1.500 US-Dollar. Sie arbeitete unter anderem mit Regisseuren wie John Ford, Howard Hawks und Leo McCarey zusammen.
Als Fox 1927 ihr Gehalt kürzte, löste sie ihren Vertrag auf. Ihre Popularität schwand rasch und mit dem Aufkommen des Tonfilms fiel es ihr aufgrund eines starken Südstaatenakzents zunehmend schwer, Rollen zu finden. Sie drehte noch einige Filme für Columbia Pictures und RKO Radio Pictures, doch 1934 war ihre Karriere beendet. Borden zog nach New York und hatte dort kurzzeitige Bühnenengagements. Zum Ende der 1930er-Jahre war Borden bankrott und arbeitete als Verkäuferin bei Macy’s.
1942 wurde Borden Mitglied bei den Women's Army Corps. Aufgrund einer schweren Fußverletzung musste sie ihre militärische Laufbahn allerdings wieder beenden. Zudem scheiterte ein Comeback beim Film. Borden verbrachte ihre letzten Lebensjahre in einem Armenviertel in Los Angeles, in einem Heim für mittellose Frauen. Sie starb am 1. Oktober 1947 im Alter von 41 Jahren an einer Lungenentzündung. Bordens letzte Ruhestätte befindet sich auf dem Forest Lawn Memorial Park in Glendale.
Olive Borden war eine der ersten acht Stars, die einen Stern auf dem Hollywood Walk of Fame erhielten (6801 Hollywood Blvd.).

## Filmografie (Auswahl)
- 1926: Drei rauhe Gesellen (3 Bad Men)
- 1926: Jenseits der Grenze (The Country Beyond)
- 1926: Cowboy und Zirkuskind (My Own Pal)
- 1926: Fig Leaves
- 1934: Chloe, Love is Calling You